# Noam Baumann
Noam Baumann (Baar, 10 de abril de 1996) es un futbolista helvético–dominicano que juega de portero en el S. C. Sagamihara de la J3 League. Es internacional absoluto con la selección de fútbol de la República Dominicana.

## Trayectoria
Baumann comenzó su carrera deportiva en el F. C. Lucerna en 2014, yéndose cedido de forma inmediata al Zug 94, que lo terminó fichando en propiedad en 2015.
En 2016 fichó por el F. C. Wil. En 2018 este equipo lo cedió, con opción a compra, durante una temporada al F. C. Lugano de la Superliga de Suiza, debutando el 22 de julio. El Lugano terminó ejecutando la opción de compra, para ficharle, en ese mismo año.
El 30 de julio de 2022 se anunció su incorporación al Abha Club saudí. Sin embargo, días después se canceló el contrato y en septiembre se unió al Ascoli Calcio 1898 FC italiano.
En febrero de 2023 regresó al F. C. Wil. Esta segunda etapa en el club apenas duró unos meses ya que en septiembre fichó por el O. F. I. Creta.
En enero de 2025 se marchó a Japón para jugar en el S. C. Sagamihara.

## Selección nacional
Baumann fue internacional sub-16, sub-17, sub-18, sub-20 y sub-21 con la selección de fútbol de Suiza.

## Clubes
| Club                  | País   | Año       |
| --------------------- | ------ | --------- |
| F. C. Lucerna         | Suiza  | 2014-2015 |
| Zug 94 (cedido)       | Suiza  | 2014-2015 |
| Zug 94                | Suiza  | 2015-2016 |
| F. C. Wil             | Suiza  | 2016-2018 |
| F. C. Lugano (cedido) | Suiza  | 2018      |
| F. C. Lugano          | Suiza  | 2018-2022 |
| Ascoli Calcio 1898 FC | Italia | 2022-2023 |
| F. C. Wil             | Suiza  | 2023      |
| O. F. I. Creta        | Grecia | 2023-2025 |
| S. C. Sagamihara      | Japón  | 2025-     |

## Palmarés

### Títulos nacionales
| Título        | Club         | País  | Año  |
| ------------- | ------------ | ----- | ---- |
| Copa de Suiza | F. C. Lugano | Suiza | 2022 |